# Bitva o Čínskou farmu

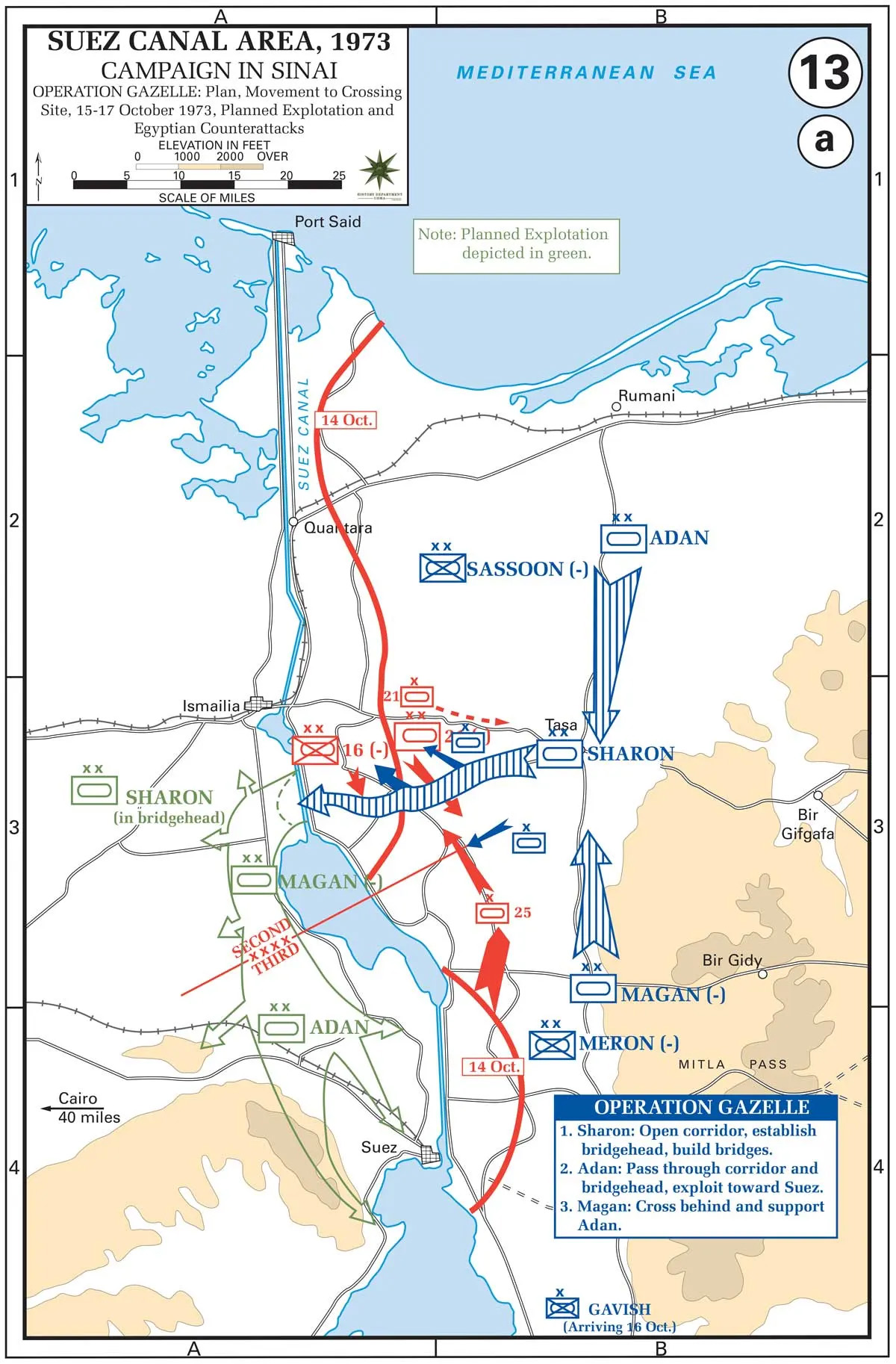
Izraelský plán útoku

Bitva o Čínskou farmu (též Bitva u Čínské farmy) bylo vojenské střetnutí mezi egyptskou a izraelskou armádou na Sinajském poloostrově během Jomkipurské války. Bitva byla zahájena 15. října 1973 útokem izraelských tankových jednotek na pozice egyptské armády a skončila 17. října ústupem egyptských jednotek. Důvodem izraelského útoku byla snaha vytvořit zásobovací koridor pro operaci Gazela a uvolnit cestu pro pontonový most tažený izraelskými ženisty k Suezskému průplavu.
Čínská farma byl experimentální japonský zemědělský podnik na Sinajském poloostrově severně od Velkého Hořkého jezera. Nápisy v jazyce Kanji umístěných na farmě izraelští vojáci považovali omylem za čínštinu.

## Příprava a plánování
Poté, co 6. října pronikly egyptské jednotky během Operace Badr na Izraelem obsazený Sinajský poloostrov a zatlačily jednotky IOS do hloubky 10 - 12 km, přešly jednotky izraelské armády do obrany s cílem zadržet další postup egyptských jednotek. Velením izraelské armády byla vyhlášena jako prioritní golanská fronta, kde syrské jednotky zaznamenaly úspěchy a díky prolomení izraelské obrany na jihu golanské fronty postupovaly směrem do Izraele. Proto větší část mobilizovaných izraelských záložníků bylo přesouváno na golanskou frontu. Na sinajské frontě egyptské jednotky dále posilovaly svou přítomnost na východním břehu. Izraelské velení jižní (sinajské) fronty očekávalo egyptskou ofenzivu. Ta přišla 14. října, ale byla díky izraelské připravenosti byla odražena. Velení IOS proto rozhodlo o protiútoku a začalo připravovat plány na překročení kanálu a v souladu s izraelskou vojenskou doktrínou na přenesení bojů na území protivníka.
Plán, který dostal krycí název operace Gazela počítal s přesunem obřího válcového pontonového mostu do prostoru přechodu. Toto místo, nazvané Deversoir, kde Suezský kanál ústí do Velkého Hořkého jezera bylo již před rokem 1973 vytipováno jako místo pro případný přechod do Egypta a byly zde provedeny některé přípravné práce, včetně zeslabení pískového obranného valu a vybudování nástupního prostoru (tzv. dvůr). Toto místo se také nacházelo nejblíže k místu dotyku (tzv. švu) mezi 2. a 3. egyptskou armádou a zároveň s nejmenší koncentrací egyptských jednotek. Kolona s pontonovým mostem se měla přesouvat po Akavíšské cestě a Tirturské cestě, které spojovaly místo pro překročení kanálu s izraelskou vojenskou zásobovací základnou. Celý prostor, včetně přístupových cest byl ale nakonec blokován silným uskupením egyptské 2. a 3. armády, které se sem stáhly po neúspěšné ofenzivě.

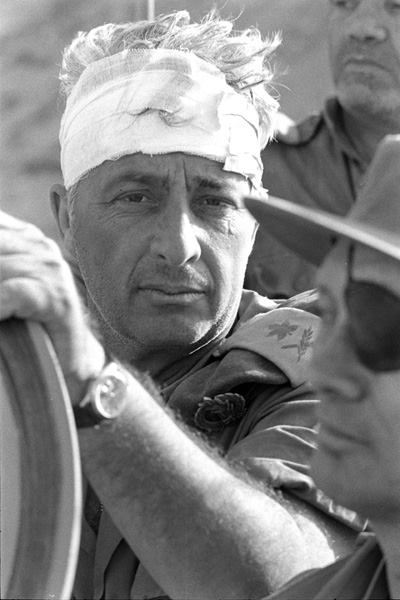
Gen.mjr Ariel Šaron v říjnu 1973

Tanková divize gen.mjr. Ariela Šarona byla pověřena vyčistěním a ochranou přístupových cest, tedy Akavíše a Tirturu. Šaron dobytím Čínské farmy a vyčistěním obou cest ve svém plánu pověřil plk. Amnona Rešefa a jeho posílenou 14. tankovou brigádu. Za ní měla postupovat 247. záložní parabrigáda s tanky a jednotkou ženistů pod velením plk. Daniho Matta. Ta měla zajistit přechod Suezské průplavu a zabezpečení předmostí na egyptské straně průplavu, kam by se následně přesunula 421. tanková brigáda pod velením plk. Chajima Ereze. 600. záložní tanková brigáda plk. Tuvii Raviva měla za úkol provést klamný čelní útok na 16. egyptskou pěší divizi a vázat tak jejich síly. Přechodem na egyptskou stranu průplavu byla pověřena divize gen. mjr. Abrahama Adana, pod jehož velení spadala 217. obrněná brigáda (velitel plk. Natke Nir), 460. obrněná brigáda (velitel plk. Gabi Amir) a 500. obrněná brigáda (velitel plk. Aryjeh Keren). Samotný plán a jeho časové rozvržení se ale ukázalo jako nereálné, což bylo jasné i Šaronovi a v případě problémů mohl skončit fiaskem. Přesto se ho rozhodl předložit velení, přičemž ale řadu riskantních aspektů zamlčel. Proti izraelským jednotkám stála 21. egyptská obrněná brigáda pod velením brig. gen. Ibrahima Orabyho. Pod Orabyho velením se nacházely 14. obrněná brigáda (velitel plk. Othman Kamel), 1. obrněná brigáda (velitel plk. Sajed Saleh) a 18. mechanizovaná brigáda (velitel plk. Talaat Muslim. Dále se v prostoru nacházela 16. pěší divize pod velením brig. gen. Abd Rab el-Nabi Hafeze. Pod jeho velení spadala i 16. pěší divize (velitel plk. Abd el-Hamid Abd el-Sami) a dále potom 116. pěší brigáda a 3. mechanizovaná brigáda.

## Popis bojiště
Čínská farma se nacházela na Sinajském poloostrově, severně od Velkého Hořkého jezera a východně od Suezského průplavu v prostoru, kde se před Šestidenní válkou nacházela vesnice al-Gaala. Západně od Čínské farmy a asi 16 km od Suezského průplavu procházela tzv. Lexiconská cesta, kterou na jih od farmy křížila Tirturská cesta. Křižovatka se nacházela 6 knm od pevnosti Lakekan (součásti Bar Levovi linie) Ta procházela ze severovýchodu Sinaje, farmu míjela na jihu a ústila do prostoru, který byl určen jako nástupní pro izraelské překročení Suezského průplavu. Tirturská cesta na severovýchod od farmy kolmo navazovala na tzv. Dělostřeleckou cestu, která probíhala od severu na jih východně od farmy. Dělostřelecká cesta se poté křížila tzv. Akavíšskou cestu, která probíhala jihovýchodně od farmy a souběžně s cestou Tirturskou. Akavíšská cesta ústila na březích Velkého Hořkého jezera kolmo do cesty Lexicon.

## Bitva

### 15. říjen
Boje byly zahájeny 15. října v 16 hodin klamným útokem izraelské 600. záložní tankové brigády. Krátce na to zahájila 14. tanková brigáda postup směrem k cestě Lexicon. Plán byl, že zatímco 7. izraelský tankový prapor obejde Čínskou farmu ze západu, učiní 18. tankový prapor totéž z východu a zaútočí na opěrný bod Missuri. Severovýchodním směrem bude postupovat 40. tankový prapor, který obsadí cestu Tirtur a napadne obranná postavení Egypťanů u Čínské farmy z týlu. Západně od Lexiconské cesty měl postupovat 42. izraelský pěší prapor s cílem likvidovat egyptská obranná postavení. Za nimi měly postupovat dvě roty parašutistů (tzv. Jednotka Šmulik) a s tankovou podporou obsadit Čínskou farmu. 3. izraelský pěší prapor zůstal v záloze.

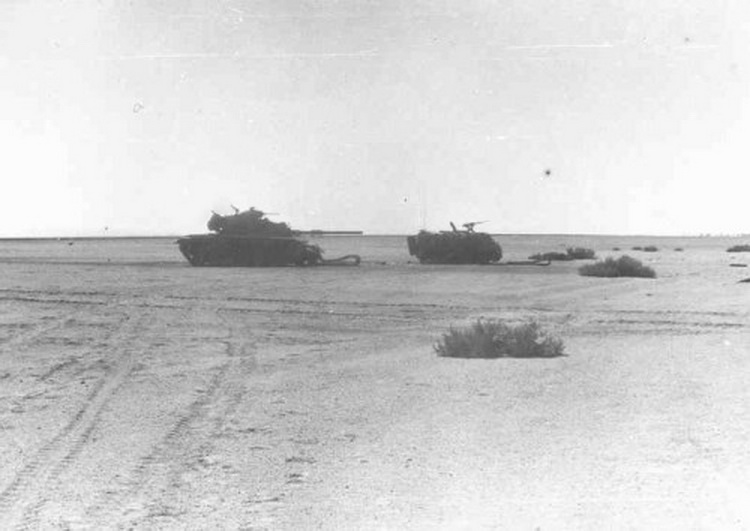
Zničená izraelská technika u křižovatky Lexicon-Tirtur

Při útoku na opěrný bod Missouri se 18. prapor dostal do těžké palby z křižovatky cest Lexicon - Tirtur a zaznamenal velké ztráty. Obsazení křižovatky bylo přenecháno rotě ze 40. tankového praporu, která se náhle ocitla v boji nejen s 16. egyptskou pěší divizí, ale i se zbytky egyptské 21. tankové divize. 2. rota 40. tankového praporu mezi tím vyčistila Akavíškou cestu, po které se následně vydala vozidla s mostní technikou. Protože souběžná Tirturská cesta by v rukách Egypťanů, vytvořila se na Akavíšské cestě zácpa, která postup kolony zdržela. Tím pádem se dostal do skluzu i Šaronův (již tak časově napnutý) plán.
18. a 7. prapor plk. Rešefa, které postupovaly k Čínské farmě od jihu se dostaly do těžkých bojů a 7. prapor ztratil dvě třetiny svého mužstva, když se jeho jednotky zcela nečekaně dostaly do týlového soustředění egyptských jednotek (16. pěší divize a 21. tankové divize). O tomto soustředění neměli izraelští velitelé žádné informace. Na Rešefovy jednotky se proto soustředila ohromná palebná síla a ten proto nařídil taktický ústup. Boje kolem Čínské farmy, do kterých se zapojil i 40. prapor (jeho útok se ale zhroutil) a izraelští výsadkáři posílení tanky, trvaly celou noc. Jediným izraelským úspěchem bylo obsazení Akavíšské cesty.
Mezitím 18. izraelský tankový prapor postupující kolem Čínské farmy z východu, se na sever od Čínské farmy dostal do boje s připravenými egyptskými obrannými postaveními a jeho útok se zastavil. Nakonec se zastavil i postup 7. tankového praporu a objevily se i obavy z egyptského protiútoku. Kolem 22. hodiny nařídil velitel brigády Rešef částečné stažení jednotek, aby zahustil vlastní obranu, dost prořídlou těžkými ztrátami. Kolem půlnoci byl 7. izraelský prapor v prostoru Tirturské cesty zatlačen zpět 14. egyptskou tankovou brigádou útočící ze severu.
Egypťané měli kolem Čínské farmy dobře vybudovaná obranná postavení využívající již před tím vybudované zavlažovací kanály. Izraelské jednotky během noci zaznamenaly těžké ztráty.

### 16. října
Rešefovy ztráty dále vzrostly 16. října při pokusu o dobytí křižovatky Tirtur - Lexicon. Protože přímým útokem zahájeným ve 4. hodiny ráno se křižovatku nepodařilo dobýt, začaly Izraelci z maximální možné vzdálenosti palbou tanků ničit postupně jedno egyptské postavení za druhým a následně obsazovat pozice opouštěné vyčerpanými egyptskými obránci. Izraelský pokus pokračovat z obsazené křižovatky směrem na sever po cestě Tirtur byl zastaven silnou egyptskou palbou z prostoru opěrného bodu Missouri. Izraelci sice ovládali Akavíšskou cestu, ale souběžnou Tirturskou cestu ovládnout nedokázali.
Mezi tím se krátce po půlnoci dostali do těžké palby vedené z prostoru křižovatky Akavíšské cesty a Dělostřelecké cesty i výsadkáři D. Matta doprovázející válcový most. Palebným přepadem došlo i ke zničení části ženijní techniky. Matt proto vyslal jednotku pověřenou vyčištěním a ovládnutím křižovatky. Ta ale byla v následných bojích vyhlazena. Pokračující egyptská palba dále zvyšovala zpoždění kolony s válcovým mostem.
V 8 hodin dopoledne bylo Šaronovi oznámeno, že se izraelským jednotkám podařilo vytvořit na egyptské straně průplavu předmostí a zakopat se. Díky tomu mohla do egyptského vnitrozemí vyrazit tanková jednotka plk. Ereze s úkolem ničit baterie raket "země - vzduch" a umožnit tak izraelskému letectvu ovládnout vzdušný prostor.

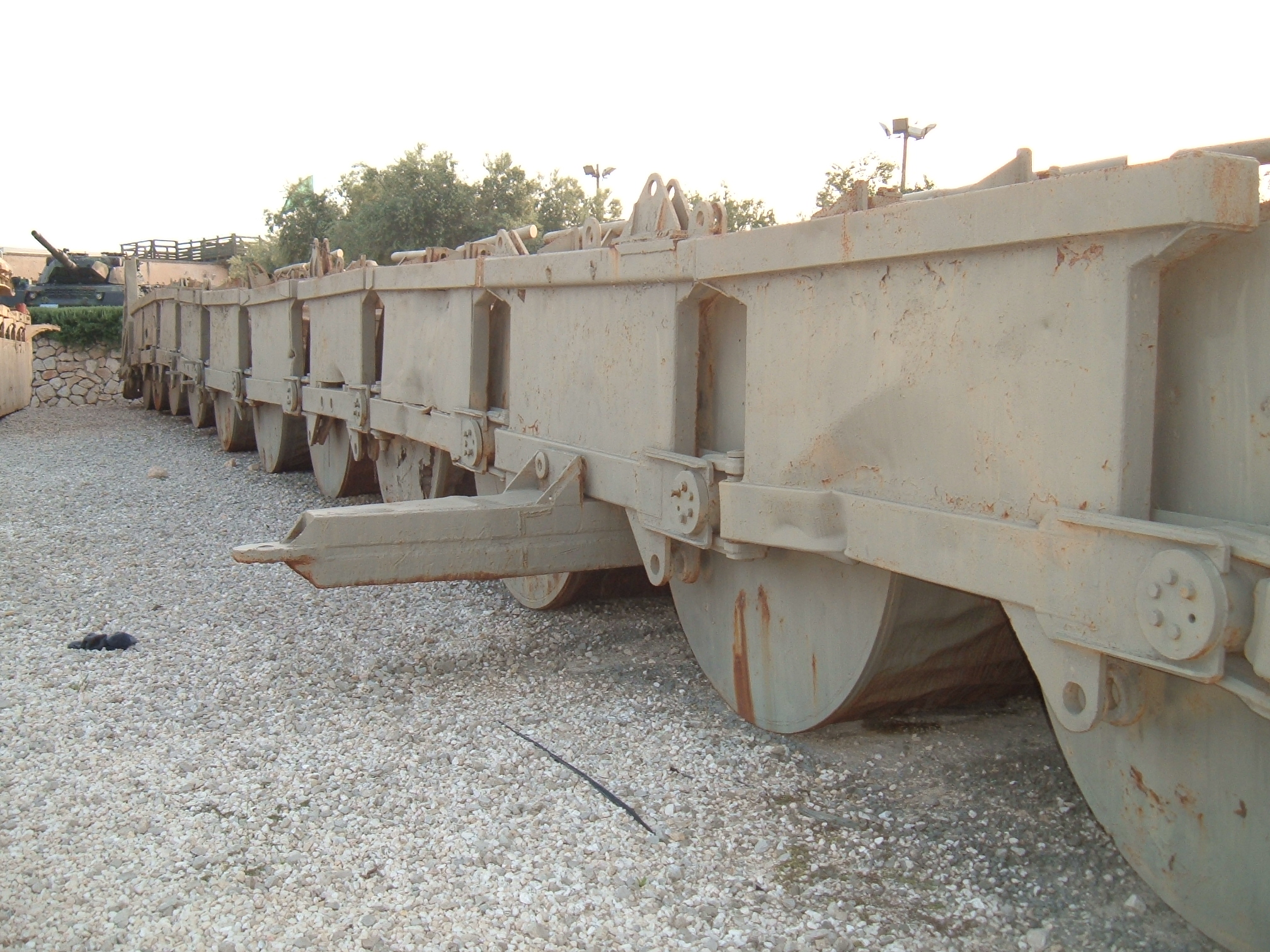
Izraelský válcový most

Ve svém hlášení pro velení Šaron zdůraznil, že překročení průplavu má mnohem větší význam, než obsazování Čínské farmy. Velení v čele s Bar Levem mělo opačný názor. Navíc bylo šokováno ztrátami, které izraelská armáda u Čínské farmy utrpěla (ve skutečnosti Šaron izraelské ztráty ve svém hlášení podhodnotil). Z obavy, že by ztráty jednotek přesouvajících se na západní břeh průplavu mohly být ještě větší, nařídilo velení jako prvořadý úkol obsazení Čínské farmy, aby se zajistilo hladké přesunutí válcového pontonu. Šaron, který s tímto nařízením nesouhlasil tvrdil, že k překročení kanálu postačují pontonové mosty a navrhoval pokračovat v přesunech i s rizikem, že Egypťané obsadí Akavíšskou cestu a izraelské jednotky na západním břehu odříznou od zásobování. To ale velení zamítlo a nařídilo Šaronovi útok na 24 hodin zastavit. Egyptské jednotky zvyšovaly ze severu tlak na Rešefovi jednotky na západ od Čínské farmy a v případě, že by se Egypťanům podařil průlom, mohlo by dojít i k odříznutí a likvidaci výsadku v Egyptě. V této situaci byly změněny rozkazy pro Adanovu divizi. Ta se měla po vybudování mostů přes kanál přesunout do Egypta a zde rozvinout činnost. Místo toho byly jeho jednotky také nasazeny do bojů o Čínskou farmu.
V té době došlo od plk. Adana hlášení, že se Egypťané stáhli od Akavíšské cesty. Velení izraelské armády okamžitě nařídilo přesunout k průplavu pontonovou techniku. Zároveň do prostoru Čínské farmy vyslalo prapor výsadkářů z 35. parabrigády, kteří byli pověřeni ochranou konvoje. Ti zaútočili na egyptské pozice a následujících 14 hodin s Egypťany vedli těžké boje. Adan zároveň vyslal dvě tankové brigády pověřené obsazením Tirturské cesty a Akavíšské cesty, kterou se Egypťanům podařilo znovu částečně ovládnout. Těm se konečně podařilo zatlačit Egypťany na sever od bou cest.

### 17. října
Přes těžké ztráty, které izraelští výsadkáři utrpěli se nedařilo egyptské obránce Čínské farmy vytlačit. Ti navíc začali znovu ohrožovat Akavíšskou cestu, po které se přesouvaly zásoby a technika potřebné k překročení průplavu. Izraelským jednotkám u průplavu navíc hrozilo obklíčení, přesto Šaron ignoroval rozkazy a pokračoval v přesunech techniky do ohroženého prostoru, takže velení muselo překročení průplavu zakázat přímo velitelům brigád ze Šaronovy divize. Během dopoledne došlo mezi generály Šaronem a Adanem na velitelství ke konfliktu, při kterém se Šaron snažil svůj původní úkol, totiž vyčistit prostor Čínské farmy přesunout na Adana a sám se věnovat postupu do Egypta. To ale Adan odmítl a obvinil Šarona, že se pouze honí za slávou. Velitel jižní fronty Elazar nakonec nařídil Šaronovi, aby dokončil dobytí Čínské farmy a konsolidaci předmostí, což se Šaronovým jednotkám podařilo jen částečně.
Egyptské velení vědomo si postupujícího izraelského výsadku a jeho zásobování prostřednictvím koridoru tvořeného Akavíšskou a Tirturskou cestou, rozhodlo se tento koridor mohutným útokem uzavřít a výsadek a předmostí zničit. Již ráno zaútočily egyptské 16. pěší divize a 21. tankové divize ze sestavy 2. egyptské armády od severu s cílem vytlačit Izraelce od Čínské farmy, obsadit Akavíšskou cestu a odříznout Šaronovy jednotky. Izraelci ale odhadli egyptské záměry a do prostoru na sever od Čínské farmy přesunuli tři tankové brigády. Egypťané podnikli dva velké útoky, 16. egyptská pěší divize byla s těžkými ztrátami odražena, 21. egyptská tanková divize sice ovládla část Akavíšské cesty, ale nedokázala postoupit dál. Obě divize zaznamenaly těžké ztráty. 25. egyptská samostatná brigáda ze sestavy 3. egyptské armády byla na své cestě na sever podél Velkého Hořkého jezera ve 12 hodin napadena tanky 14. izraelské tankové brigády. Ty z bezpečné vzdálenosti začaly ničit čelo egyptské kolony. Izraelci poté uzavřeli Egypťanům cesty na východ (na západě bránilo Egypťanům v manévrování Velké Hořké jezero) a připravili léčku. Do té Egypťané vjeli. Pod následnou těžkou palbou izraelských tanků se egyptští tankisté pokusili otočit a ustoupit zpět. Sjeli z cesty, aby se otočili, ale vjeli do připraveného minového pole. Izraelské tankové jednotky poté dokončily obklíčení 25. egyptské samostatné brigády a zahájily její likvidaci. V 17.30, poté co bitva skončila, zbylo z 96 egyptských T-62 pouze 11 strojů. Egyptská zásobovací a transportní vozidla byla zničena všechna.
Brigáda plk. Rešefa se přeskupila a znovu zaútočila na egyptská obranná postavení v prostoru Čínské farmy. Egyptští obránci, kteří byli do krajnosti vyčerpáni se nakonec stáhli a Izraelci farmu v odpoledních hodinách obsadili. Bitva o Čínskou farmu byla u konce.